# Encrucijada de culturas

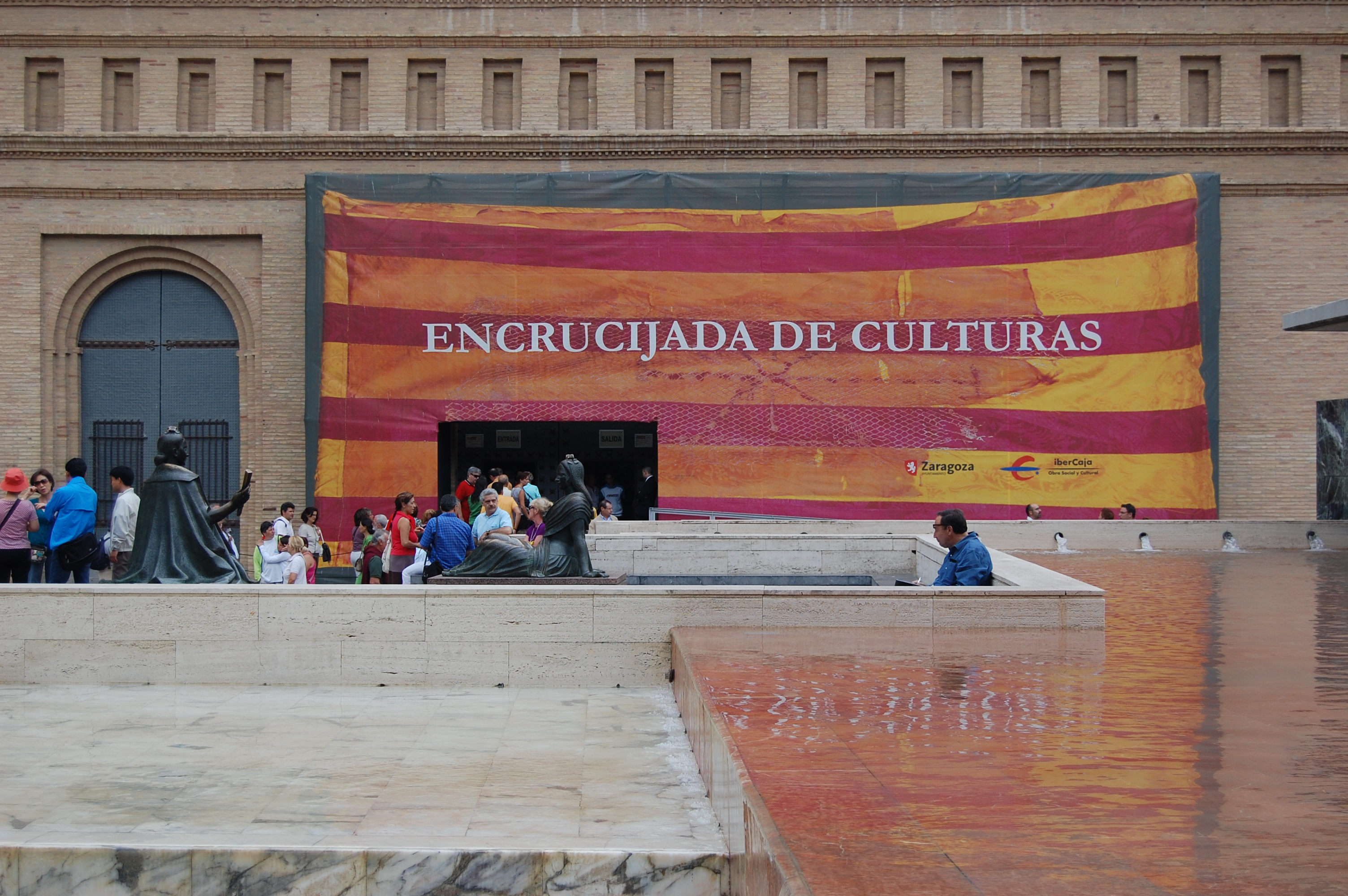
Cartel de la exposición en la puerta de la Lonja.

«Encrucijada de culturas» es el título de una exposición que se presentó en la Lonja de Zaragoza, Aragón, España, entre el 5 de junio y el 15 de septiembre de 2008. Fue concebida como conmemoración del bicentenario de los Sitios de Zaragoza, en 1808 y de la exposición que un siglo después fue realizada en esta ciudad. «Encrucijada de culturas» fue planeada como una muestra de la cultura aragonesa a lo largo de los tiempos, desde la conquista romana hasta nuestros días.
El éxito de la muestra llevó a que fuera prorrogada entre el 17 de septiembre y el 19 de octubre del mismo año.

## Contexto
Como parte de las celebraciones por el segundo centenario de aquel 1808, en que los zaragozanos defendieron su ciudad del embate de Napoleón, se ha organizó la Exposición Internacional de Zaragoza 2008. Así, se pensó conmemorar los vaivenes de una guerra que devastó España durante seis años, pero al mismo tiempo crear conciencia en el mundo de la problemática del agua. El principal interés de esta exposición fue que el visitante conoció más de quince siglos de historia aragonesa, desde Caesaraugusta hasta nuestros días, pasando por Avempace y la dominación árabe, la conquista por Alfonso I el Batallador, los reyes Jaime I y Martín I, las grandes figuras del Siglo de Oro, como Miguel Servet y Baltasar Gracián o Francisco de Goya, el pintor aragonés más representativo. También se puede recordar la actividad de Ramón Cabrera y Espartero, dos figuras opuestas importantes de los conflictos y política del siglo XIX, hasta llegar al siglo XX con Santiago Ramón y Cajal. La muestra incluye también pinturas de Francisco de Zurbarán y Diego Velázquez.